# Dolores Cacuango
Dolores Cacuango (Pesillo, cantó de Cayambe, Equador, 26 d'octubre de 1881-Yanahuayco, Equador, 23 d'abril de 1971) va ser una dirigent indígena que va dedicar la seva vida a defensar el dret a la terra i a la llengua quítxua. Actualment, la primera Escuela de Mujeres Líderes porta el nom de Dolores Cacuango, més coneguda com a «Mama Dulu».
El 1944, conjuntament amb Tránsito Amaguaña, va fundar la primera organització indígena de l'Equador: la Federación Ecuatoriana de Indios (FEI). Un any després, sense reconeixement oficial, va fundar la primera escola bilingüe (quítxua-espanyol). També va contribuir al fet que les escoles –tot i que seguien programes del ministeri– introduïssin elements de la cultura indígena. Per poder aconseguir això, va haver de lluitar molt, fins i tot contra la Junta Militar que, el 1963, va prohibir l'ensenyament del quítxua i va posar obstacles a l'accés a l'educació de la comunitat indígena. Tot i ser una gran lluitadora per l'accés a l'educació, mai no va anar a l'escola i va aprendre l'espanyol a Quito, mentre feia de treballadora domèstica.
Entre les seves anècdotes, es diu que va aprendre de memòria el Codi del Treball i que li va dir a un ministre del govern: "Vos, ministro, mientes, cambias contenidos del Código del Trabajo porque estás de parte de los patrones." Com a activista pels drets de la terra, va formar sindicats agrícoles a Pesillo i en comunitats properes. Tot i que va morir sense veure els fruits de la seva lluita per la llengua, el 1989 es va crear la Dirección de Educación Indígena Bilingüe Intercultural, i es valora el patrimoni del quítxua i la cultura indígena.

## Llegat
Dolores Cacuango ha estat votada en un procés participatiu realitzat al març del 2010 a Palafrugell de dones que mereixen un carrer.